# Tunel Plasina
Tunel Plasina je dvocjevni cestovni tunel na dionici Žuta Lokva - Ličko Lešće autoceste A1.

## Osnovni podatci
Obje tunelske cijevi duge su 2300 m. Sjeverni portal nalazi se na nadmorskoj od 532 metara, a južni na 547 m. U prometu su obje tunelske cijevi, a najveća dopuštena brzina je 100 km/h. U okviru testiranja Euro TAP-a (European Tunnel Assessment Programme), tunel je 2005. proglašen trećim sigurnim tunelom u Europi.

## Vanjske poveznice
- Probijen tunel Plasina Slobodna Dalmacija 29. siječnja 2004.